# 都哈理論
都哈理论，即DOHaD理论（Developmental Origins of Health and Disease），直译为“健康和疾病的发育起源”学说，是指人类在早期发育过程中（包括胎儿、婴儿、儿童时期）受各种不利因素（如营养不良、营养过剩、激素暴露、子宫胎盘功能不良等）影响，组织器官在结构和功能上会发生永久性或程序性改变，将会影响成年期糖尿病、代谢综合征、心血管疾病、精神行为异常、哮喘、肿瘤、骨质疏松、神经疾病等慢性非传染性疾病的发生和发展。
DOHaD理论能解释人类疾病的生态模式，因此其已成为成年期慢性非传染性疾病病因研究的重要组成部分，为慢性疾病的研究提供了一个全新的视角。

## 都哈理论的由来
都哈理论可以追溯到希波克拉底时代。早期的研究者通过研究和观察等方式，发现生命早期所经历的不利因素将持续造成影响，会导致个体日后疾病发病的风险增加。
20世纪80年代，英国南安普顿大学流行病学家David Baker大卫·巴克等发现英格兰和威尔士1968-1978年冠心病死亡率的地区分布与1921-1925年新生儿死亡率的地区分布出奇地一致。1989年，Barker教授通过对死于心血管疾病的男性患者的调查，发现低出生体重和一岁时体重低于正常标准的男性死于缺血性心脏病的人数较多。后来通过许多流行病学调查显示，胎儿宫内生长发育状况与某些成人疾病的发生存在一定的关系，根据这些研究结果，1995年 Barker提出了冠心病、糖尿病等的“成人疾病的胎儿起源”(Fetal Origins of Adult Disease, FOAD) 假说。FOAD认为胎儿宫内不良反应使其自身代谢和器官的组织结构发生适应性调节，如果营养不良得不到及时纠正，这种适应性调节将导致包括血管、胰腺、肝脏和肺脏等机体组织和器官在代谢结构上发生永久性改变，进而演变为成人期疾病。这一漫长的“程序化”变化可被许多后天的环境因素放大, 从而增强和加速成人疾病的发展过程。
早期研究主要集中在胎儿的宫内环境，后来发现新生儿出生后的一段时期内，亦存在对环境变化的敏感时期。于是，“成人疾病的胎儿起源”的概念渐渐过渡到了“健康和疾病的发育起源（DOHaD）”的理论。
2003年国际上正式成立了“健康和疾病的发育起源”（The developmental origins of health and disease, DOHaD）假说。目前，已经有大量的研究结果在一定程度上证实了这一假设。

## 都哈理论的立论基础
1.发育的可塑性（Developmental Plasticity） “可塑性发育”，在胎儿发育过程中，在不同环境的影响下，一种基因型能产生多种不同的生理和形态学状态的现象。
2.适应性反应  机体面对不同的环境影响的干扰，为了抵消部分不良影响，做出的适应性反应，包括：即刻的适应性反应（Immediately Adaptive Response，IARs）和预测的适应性反应（Predictive Adaptive Response，PARs）。
3.节约基因型假说  由Neel在1962年提出，用于解释肥胖和糖尿病的流行。Neel提出，在远古时期，食物供给不能保证，在反复的饥荒选择后，那些具有生存优势（即在能量应用上最“节俭”）的个体被自然选择留下来，这些个体的一个共有特点是：基因组中调节胰岛素分泌的基因（节俭基因）具有在饱餐后大量分泌胰岛素的能力。因此，可以在能量（葡萄糖）被尿排出前将其大量转化利用。但到了进化的近期，食物供给基本得到保证，进化上曾显示出优势的节俭基因型对生存无明显作用，但仍然被保存下来，结果是餐后的胰高血糖素血症导致继发的胰岛素抵抗，并随之出现细胞的功能衰竭和糖尿病。
4.节约基表型假说（Thrifty Phenotype Hypothesis）  胎儿在发育过程中，遇到不利的生长情况，如营养不良，为了维持正常发育，胎儿会改变自身新陈代谢，以分解代谢为主，通过消耗自身物质降低生长速度，即胎儿变得“节俭”，这种改变会持续很长时间，甚至是永久性的。
5.基因环境的相互作用（Gene-environment Interaction）  越来越多的研究显示，父母的饮食和其他危险的因素能够影响胎儿DNA的甲基化模式，并对以后的健康产生永久性的影响
6.匹配-不匹配模型（Match-mismatch Model）  胎儿的适应性反应与真实环境相匹配，胎儿就保持健康，反之，适应性反应与真实环境不相匹配，则会导致成年疾病的产生。

## 都哈理论的应用
1.强调孕期保健，保证孕期营养
2.预防妊娠期糖尿病，重视糖尿病的代谢印记，以降低胎儿今后罹患糖尿病的风险
3.胎儿出生后的营养规划，通过早期营养干预达到对疾病的初级预防效果
4.通过加强监测和营养，预防胎儿发育迟缓，减少低出生体重儿的发生率
5.预防胎源性疾病和妊娠期高血压，重视基因印记对其的影响
6.重视孕产期心理，降低成年慢性非传染疾病的发生风险

## 都哈理论的研究机构
1.国际健康和疾病的发育起源学会（The International Society for Developmental Original of Health and Disease）
2.国际DOHaD联盟(国际都哈联盟)
3.中国DOHaD联盟
2008年5月在上海由段涛（同济大学附属第一妇婴保健院）和杨慧霞（北京大学第一医院）组织，把来自儿科、儿保科、新生儿科、产科、计划生育科、临床流行病及妇幼保健中心等多领域的20名专家组织起来，成立了“DoHaD中国联盟”。该联盟是专注于研究“都哈学说”的学术组织，具有很高的权威性。旨在促进孕期合理营养和保健，降低宝宝未来患慢性病的几率，促进中国优生优育的进程。目前已经有27名成员注册成为国际DOHaD联盟的会员。

## 都哈理论的推广
1.国际DOHaD会议
2.中国DOHaD联盟的工作

## 扩展阅读
- Thrifty phenotype